# Ду Госян
Ду Гося́н (кит. 杜国庠, пиньинь Dù Guóxiáng, 16 апреля 1889— 12 января 1961) — китайский философ и историк философии.

## Биография
В 1907 году выезжал на учёбу в Японию. В Киотском императорском университет слушал лекции японского марксиста Каваками Хадзимэ. Вернувшись на родину, преподавал в Пекинском и других университетах. Участвовал в революции 1925—1927 годов. Руководил Лигой левых писателей Китая. Занимался пропагандой марксизма. В 1934-1937 годах находился в тюрьме за участие в революционной деятельности. После образования КНР был членом отделения философии и общественных наук АН Китая, президентом Гуандунского филиала АН Китая. В 1940-е годы написал ряд работ по истории китайской философии. В истории китайской философии большое внимание уделял исследованию материалистической традиции.Считается, что наибольший интерес представляют его работы о древнекитайских философах Мо-цзы, Гунсунь Луне, Сюнь-цзы и др. В этих работах Ду Госян дал высокую оценку теории познания и логике поздних моистов. Ряд статей Ду Госяна был посвящён критике философских взглядов Фэн Ю-ланя («Абстрактность не есть выражение духа китайской философии», «Критика новой метафизике Фэн Ю-ланя» и др.).